# Шеннон Кроуфорд
Шеннон Кроуфорд (англ. Shannon Crawford, 12 вересня 1963) — канадська академічна веслувальниця.
Олімпійська чемпіонка 1992 року в складі вісімки.